# Saint Mary Reservoir
Saint Mary Reservoir est un réservoir situé dans le sud-ouest de l'Alberta, au Canada. Il a été créé afin d'irriguer les terres avoisinantes par un barrage sur la St. Mary River, terminé en 1951. La réserve indienne Blood 148 de la tribu des Gens-du-Sang borde sa rive nord-ouest. Il y a des aires de camping et de pique-nique au réservoir, et c'est un site reconnu pour le ski nautique, la planche à voile, la nage et la pêche.
En 1998 le Saint Mary Reservoir devient un site majeur pour la paléontologie et l'archéologie du Pléistocène au début de l'Holocène lorsqu'il est partiellement drainé pour la construction d'un nouveau déversoir. L'inondation du réservoir a tué la végétation, et lorsque le niveau de l'eau a rebaissé, l'érosion éolienne a supprimé des couches de sable et exposé des pistes et des os d'animaux éteints, ainsi que des outils en pierre utilisés par les chasseurs paléoaméricains.

## Age
La datation au carbone 14 des fossiles d'animaux a permis de dater les restes de faunes retrouvés à 11 000 ans avant notre ère, soit à la fin du Pléistocène et au début de l'Holocène. Un nouvel examen en 2015 a daté les os de chameaux, chevaux et de bœufs musqués entre 13,1 et 13,3 milliers d'années.

## Paléoenvironnement
Il y a onze mille ans l'inlandsis laurentidien s'était retiré de la région et le site était une plaine semi-aride balayée par les vents et couverte d'herbe et de petits buissons, similaire aux steppes à mammouths d'Eurasie. La riche végétation et l'accès à l'eau via la rivière permettaient la présence de larges troupeaux d'animaux du Pléistocène.

## Paléontologie
Les fossiles retrouvés sur le site incluent ceux de chevaux comme Equus conversidens, de l'espèce de bœuf musqué disparue Bootherium bombifrons, le bison Bison antiquus, le caribou Rangifer tarandus, le blaireau Taxidea taxus et divers autres mustelidés, ainsi que des canidés.
Des empreintes et pistes préservées dans les limons incluaient ceux du mammouth Mammuthus primigenius et du chameau éteint Camelops hesternus, ainsi que ceux de chevaux, bisons et caribous. Certaines pistes montraient des traces de déplacements en troupeau et d'interactions sociales.